# Marit Paulsen
Marit Eli Paulsen, född Bjørnerud 24 november 1939 i Oslo, död 25 juli 2022 i Malung, var en norsk-svensk författare och politiker (folkpartist).

## Biografi
Marit Paulsen var dotter till kraftverksrallaren Olav Bjørnerud och kokerskan Marie, född Becker. Paulsen, som hade tysk morfar, påverkades av det hårda klimat som tyskbördiga upplevde under tyskarnas ockupation av Norge under andra världskriget. Paulsen flyttade från Norge till Sverige i början av 1960-talet.
Paulsen hade två syskon som anslöt sig till nazismen; brodern var medlem av Waffen SS i Finland och systern sorterade barn i Polen. Själv blev Paulsen aktiv inom arbetarrörelsen och hos socialdemokraterna och ägnade därefter sitt liv åt att försöka kompensera för syskonens brott.

### Yrkesliv
Efter att ha arbetat på Smedjebackens Valsverk i sju år studerade hon 1970–1972 vid Brunnsviks folkhögskola. Hennes debutroman, Du, människa?, utkom 1972.
Paulsen valdes till Årets europé i Sverige 1995, då Europarörelsen i Sverige utsåg sin första kandidat för det nyinstiftade priset. Hon fick det för sitt engagemang för Sveriges inträde i EU. Paulsen hade en ledande roll i kampanjen för jasidan i folkomröstningen om EU-medlemskap 1994. Hon förespråkade också ett svenskt införande av euro som valuta inför folkomröstningen 2003.
Paulsen inledde sin politiska bana inom Socialdemokratiska arbetarepartiet. 1998 övergick hon till Folkpartiet liberalerna, och hon var 2001–2007 Folkpartiets andre vice ordförande. Hon var även partiets talesperson i äldrefrågor. Hon var ledamot av Europaparlamentet 1999–2004, efter att som förstanamn på valsedeln ha bidragit till en stor valframgång för Folkpartiet i Europaparlamentsvalet 1999. Hon gjorde comeback i politiken vid Europaparlamentsvalet 2009, då hon var Folkpartiets förstanamn, fick 51,5 procent av partiets röster och därmed blev invald på nytt. Paulsen var även den som fick flest "kryss" av alla kandidater och tros ha bidragit kraftigt till Folkpartiets valframgång. Hon omvaldes i Europaparlamentsvalet 2014. Paulsen avgick den 29 september 2015 och ersattes av Jasenko Selimović som Europaparlamentariker.
Utöver de ovan nämnda frågorna har Paulsen varit drivande inom områdena miljö och livsmedel, bland annat i frågan om djurtransporter samt konflikten mellan livsmedelsbehovet i världen och den ekologiska odlingens lägre avkastning. Totalt skrev hon över 20 böcker under sitt liv, inklusive Liten Ida (1979) som handlar om hennes egen uppväxt i Norge under och efter andra världskriget.

### Familj och övrigt
Sedan 1973 var hon gift med Sture Andersson, och de två bodde på en gård i Yttermalung i Dalarna. I familjen fanns 10 barn, varav några är biologiska, några adopterade och några fosterbarn. Ett av barnen är journalisten Stina Morian.
Hon mottog 1992 Tage Danielsson-priset. År 1995 promoverades hon till hedersdoktor vid Chalmers tekniska högskola och 2004 till hedersdoktor vid Sveriges lantbruksuniversitet.
Marit Paulsen är begravd på Yttermalungs kyrkogård.

## Priser och utmärkelser
- 1986 – ABF:s litteratur- & konststipendium
- 1992 – Tage Danielsson-priset
- 1995 – hedersdoktor vid Chalmers tekniska högskola
- 1995 – Årets europé i Sverige
- 2004 – hedersdoktor vid Sveriges lantbruksuniversitet